# 立命馆孔子学院

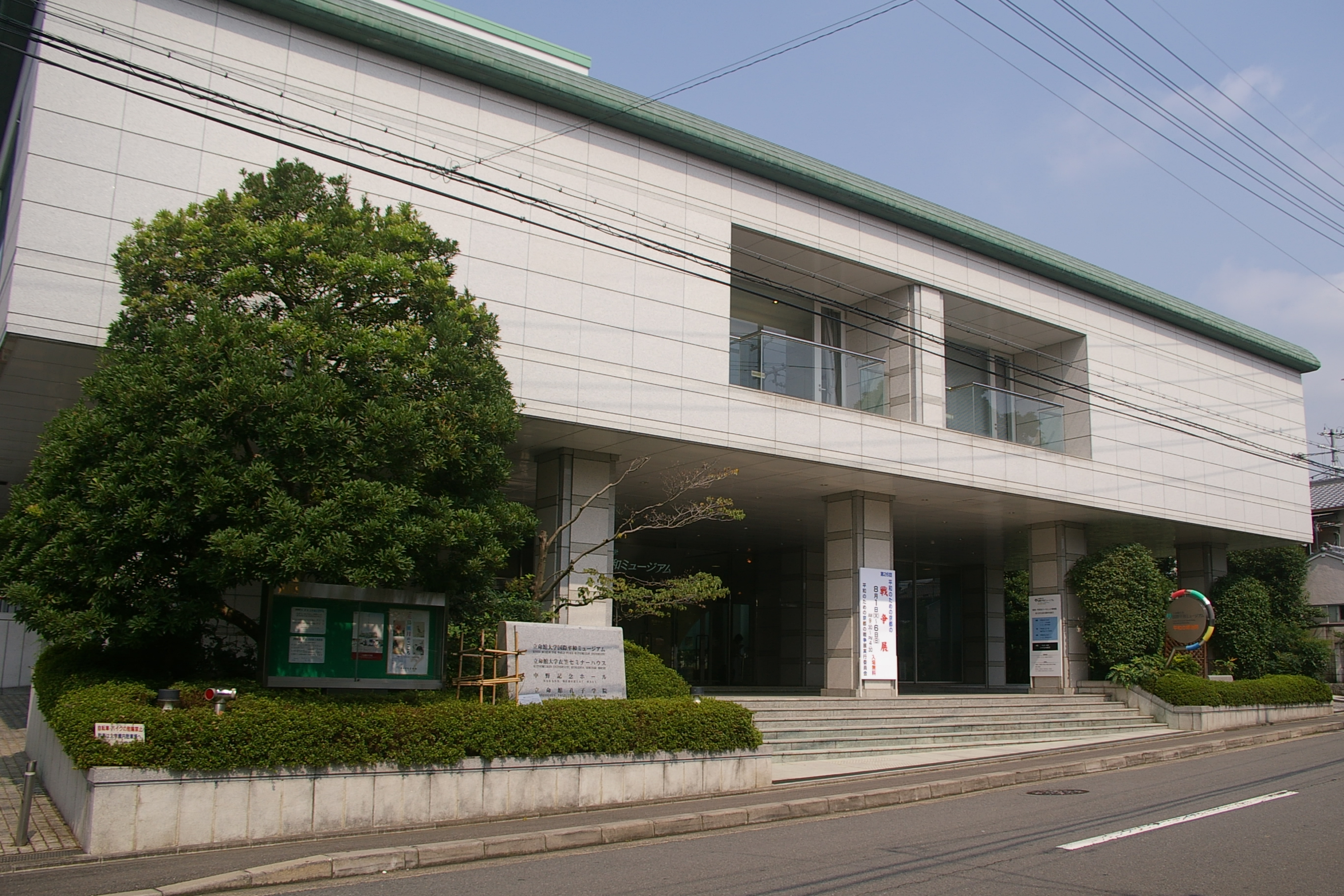
立命馆孔子学院

立命馆孔子学院（日语：立命館孔子学院）是一座位于日本京都的孔子学院。

## 历史
2005年6月28日学校法人立命馆和中国政府在中国驻日大使馆签署合作协议，同年10月在立命馆大学衣笠校区正式建立，中方由北京大学共同经营，是日本首家孔子学院，全球第五家孔子学院。截至2018年12月，全球共有548所孔子学院。

## 历届院长
- 初代 - 周玮生（立命馆大学教授）
- 第二代 - 笕文生（立命馆大学名誉教授）
- 第三代 - 中川正之（立命馆大学文学部特別招聘教授）
- 第四代 - 宇野木洋（立命馆大学文学部教授）

## 关联項目
- 立命馆亚洲太平洋大学孔子学院